# 与論島

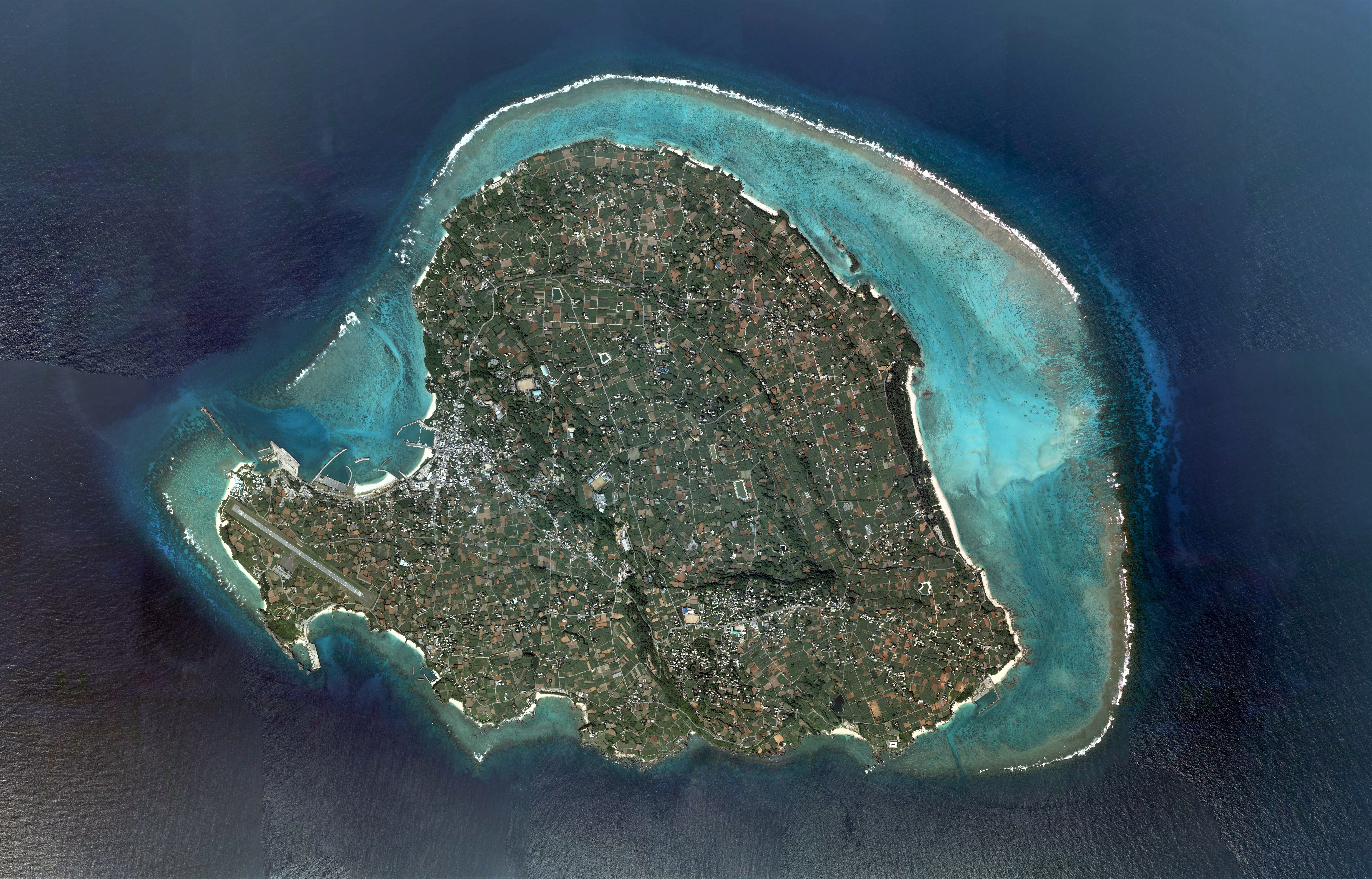
与論島の空中写真。2008年撮影の19枚より合成作成。

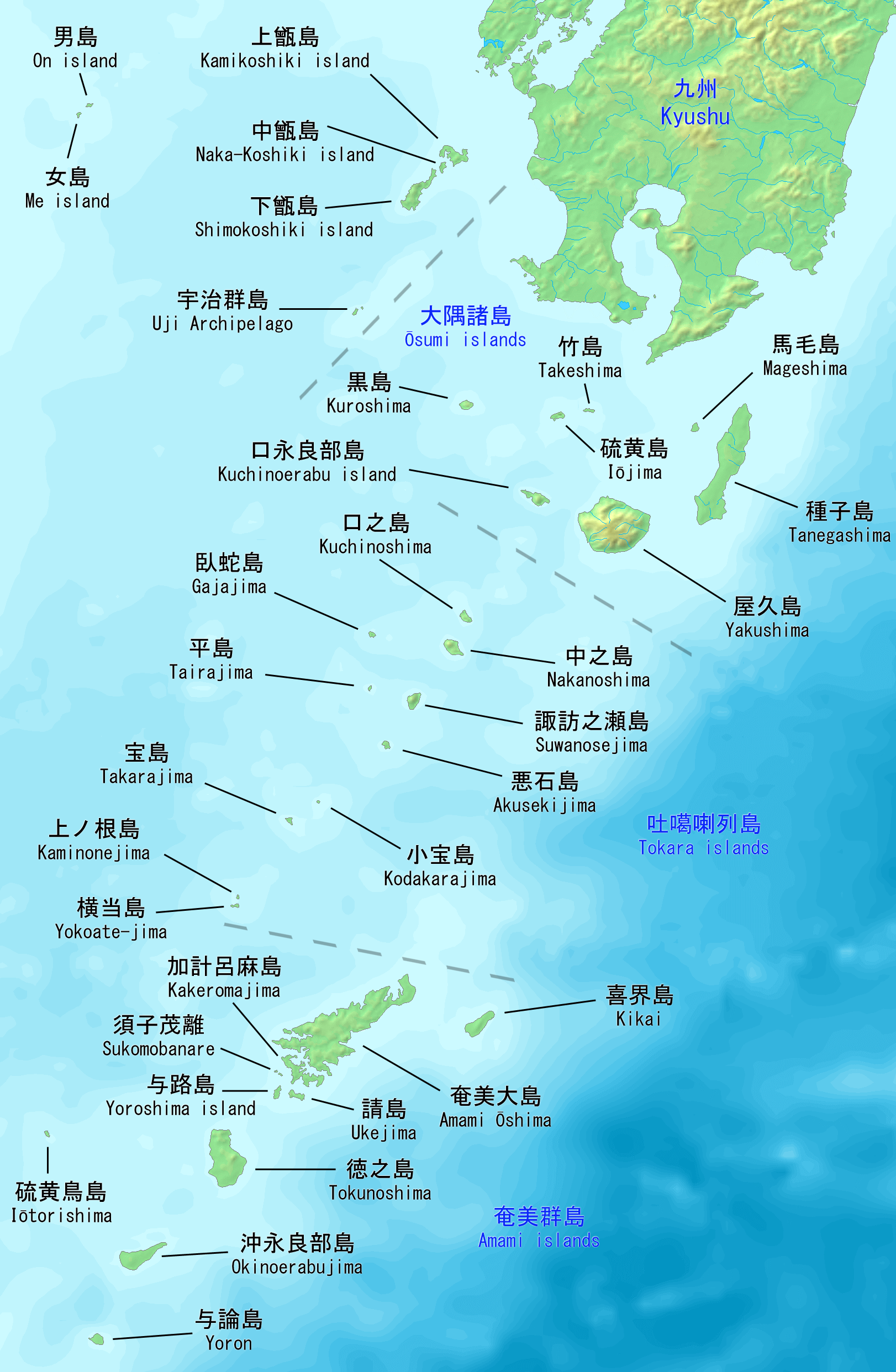
奄美群島（薩南諸島南部）。図の左下角に位置する。

与論島（よろんじま）は、奄美群島の島。鹿児島県最南端の島である。

## 地理
奄美群島の内で最も沖縄県に近い位置にあり、南西約23km沖に沖縄本島最北端の辺戸岬（へどみさき）が、西方約40km沖には伊平屋島があり、伊是名島も見える。島の周囲は珊瑚礁で囲まれており、美しいサンゴ礁の島である。礁の内側は水深2 - 3mの浅い海が広がる。隆起作用と造礁作用による石灰岩でできた島である。なお、県庁所在地である鹿児島市中心部までは、直線距離でおよそ540km、那覇市までは110km離れている。

### 小島・岩礁
- ミナタ離、ビヤンチク離、百合ヶ浜 - 東方沖。

### 気候
| 与論島（2000年 - 2020年、降水量のみ1991年 - 2020年）の気候 | 与論島（2000年 - 2020年、降水量のみ1991年 - 2020年）の気候 | 与論島（2000年 - 2020年、降水量のみ1991年 - 2020年）の気候 | 与論島（2000年 - 2020年、降水量のみ1991年 - 2020年）の気候 | 与論島（2000年 - 2020年、降水量のみ1991年 - 2020年）の気候 | 与論島（2000年 - 2020年、降水量のみ1991年 - 2020年）の気候 | 与論島（2000年 - 2020年、降水量のみ1991年 - 2020年）の気候 | 与論島（2000年 - 2020年、降水量のみ1991年 - 2020年）の気候 | 与論島（2000年 - 2020年、降水量のみ1991年 - 2020年）の気候 | 与論島（2000年 - 2020年、降水量のみ1991年 - 2020年）の気候 | 与論島（2000年 - 2020年、降水量のみ1991年 - 2020年）の気候 | 与論島（2000年 - 2020年、降水量のみ1991年 - 2020年）の気候 | 与論島（2000年 - 2020年、降水量のみ1991年 - 2020年）の気候 | 与論島（2000年 - 2020年、降水量のみ1991年 - 2020年）の気候 |
| 月                                                         | 1月                                                        | 2月                                                        | 3月                                                        | 4月                                                        | 5月                                                        | 6月                                                        | 7月                                                        | 8月                                                        | 9月                                                        | 10月                                                       | 11月                                                       | 12月                                                       | 年                                                         |
| ---------------------------------------------------------- | ---------------------------------------------------------- | ---------------------------------------------------------- | ---------------------------------------------------------- | ---------------------------------------------------------- | ---------------------------------------------------------- | ---------------------------------------------------------- | ---------------------------------------------------------- | ---------------------------------------------------------- | ---------------------------------------------------------- | ---------------------------------------------------------- | ---------------------------------------------------------- | ---------------------------------------------------------- | ---------------------------------------------------------- |
| 最高気温記録 °C （°F）                                     | 25.8 (78.4)                                                | 26.3 (79.3)                                                | 27.4 (81.3)                                                | 29.9 (85.8)                                                | 30.8 (87.4)                                                | 32.6 (90.7)                                                | 34.9 (94.8)                                                | 34.9 (94.8)                                                | 34.2 (93.6)                                                | 32.4 (90.3)                                                | 30.3 (86.5)                                                | 27.5 (81.5)                                                | 34.9 (94.8)                                                |
| 平均最高気温 °C （°F）                                     | 19.1 (66.4)                                                | 19.8 (67.6)                                                | 21.1 (70)                                                  | 23.3 (73.9)                                                | 26.0 (78.8)                                                | 28.8 (83.8)                                                | 31.5 (88.7)                                                | 31.8 (89.2)                                                | 30.7 (87.3)                                                | 27.9 (82.2)                                                | 24.6 (76.3)                                                | 20.9 (69.6)                                                | 25.5 (77.9)                                                |
| 日平均気温 °C （°F）                                       | 16.8 (62.2)                                                | 17.3 (63.1)                                                | 18.3 (64.9)                                                | 20.6 (69.1)                                                | 23.3 (73.9)                                                | 26.3 (79.3)                                                | 28.7 (83.7)                                                | 28.9 (84)                                                  | 27.8 (82)                                                  | 25.4 (77.7)                                                | 22.2 (72)                                                  | 18.6 (65.5)                                                | 22.9 (73.2)                                                |
| 平均最低気温 °C （°F）                                     | 14.3 (57.7)                                                | 14.9 (58.8)                                                | 15.9 (60.6)                                                | 18.2 (64.8)                                                | 21.2 (70.2)                                                | 24.5 (76.1)                                                | 26.7 (80.1)                                                | 26.7 (80.1)                                                | 25.6 (78.1)                                                | 23.4 (74.1)                                                | 20.2 (68.4)                                                | 16.3 (61.3)                                                | 20.7 (69.3)                                                |
| 最低気温記録 °C （°F）                                     | 5.4 (41.7)                                                 | 6.8 (44.2)                                                 | 6.5 (43.7)                                                 | 11.2 (52.2)                                                | 14.5 (58.1)                                                | 17.4 (63.3)                                                | 22.7 (72.9)                                                | 22.0 (71.6)                                                | 19.1 (66.4)                                                | 17.1 (62.8)                                                | 11.2 (52.2)                                                | 7.9 (46.2)                                                 | 5.4 (41.7)                                                 |
| 降水量 mm （inch）                                         | 86.4 (3.402)                                               | 98.9 (3.894)                                               | 140.9 (5.547)                                              | 144.0 (5.669)                                              | 208.6 (8.213)                                              | 266.3 (10.484)                                             | 165.9 (6.531)                                              | 142.8 (5.622)                                              | 191.1 (7.524)                                              | 174.8 (6.882)                                              | 124.4 (4.898)                                              | 91.6 (3.606)                                               | 1,798.1 (70.791)                                           |
| 平均降水日数 （≥1.0 mm）                                   | 11.0                                                       | 10.1                                                       | 12.1                                                       | 10.4                                                       | 12.3                                                       | 12.5                                                       | 7.5                                                        | 10.1                                                       | 10.9                                                       | 9.3                                                        | 8.7                                                        | 10.3                                                       | 125.6                                                      |
| 出典1：Japan Meteorological Agency                         |                                                            |                                                            |                                                            |                                                            |                                                            |                                                            |                                                            |                                                            |                                                            |                                                            |                                                            |                                                            |                                                            |
| 出典2：気象庁                                              |                                                            |                                                            |                                                            |                                                            |                                                            |                                                            |                                                            |                                                            |                                                            |                                                            |                                                            |                                                            |                                                            |

## 概要
一島一町で、鹿児島県大島郡与論町。人口は約5,000人で、主な産業は農業と観光業であり、3次産業の比率が高く、とりわけ政府サービス生産（公務）に大きく依存する。1984年7月15日にはミニ独立国、「パナウル王国」を設立した。「パナ」は花、「ウル」はサンゴ礁を意味する。
島で唯一製造されている酒は黒糖焼酎で、代表銘柄の「有泉」（島有泉）は、ほとんどが島で消費されている。客人をもてなす時などには 「与論献奉」と呼ばれる島流の飲み方で飲まれている。
1970年代には離島ブームがあり、沖縄返還前には日本最南端の島として人気を博し、年間20万人を越える観光客が訪れ、島内唯一の繁華街である「茶花銀座」は、観光客が押し合うほどの混雑で大都会並の様相を呈した。しかし、ブームが去ると観光客は年々減少の一途を辿り、与論マラソンなどのイベントを通じて観光客の誘致を図っているものの、2008年には観光客は盛期の約1/3の6万人にまで減少した。島の経済はサービス業の後退で疲弊し、水産物の価格形成の面にも悪影響を及ぼした。

### 名称
「よろんとう」ともよばれるが、これは1970年代に観光振興の目的で外国風に「ヨロン島」と表記して読ませたもので、旧来の読み方は「よろんじま」である。「与論」は琉球方言で「ユンヌ」と呼ばれていたものが変化したもの。

## 歴史
伝承時代、女神アマミクと男神シニグクが島に瀬礁に辿り着いたところ、島が浮き上がり与論島が造られたという神話がある。古来より島はユルヌまたはユンヌと呼ばれていたが、琉球や大和（薩摩藩）により漢字が当てはめられ「与論」となった。
地理的にも琉球（沖縄）と近いため関係は深く、支配層代官の設置や行政区分の歴史的には奄美群島に属するが、島民の意識としては琉球（沖縄）寄りであり、大島（奄美大島）等とは差異がある。
古く1266年には琉球の英祖王統初代英祖王に朝貢したとされる。沖永良部島（当時は永良部島）と共に、14世紀には沖縄本島北部の北山王国の勢力下に入る。この時、北山王の王子、王舅（おうしゅん、オーシャン）が世之主として与論城を築き、君臨していたと伝わる。
1416年に北山王国が滅ぼされると沖永良部島とも中山王国、次いで琉球王国の勢力下となった。
薩摩による琉球侵攻以降は、他の奄美群島と同様の歴史を辿る。薩摩代官（与論主）の着任は大島より遅れ、1616年となった。琉球が薩摩の支配に入った後も、与論の民は琉球王と有形無形の交流を続ける。さらに、黒糖の総買い上げ制が始まったのは幕末に程近い1829年であった。
1898年（明治31年）夏、空前の暴風雨が島を襲い、干魃、疫病や飢饉など危機的状況に陥った。やむなく1200人程の島民が九州に集団移住することになった。

## 島の文化

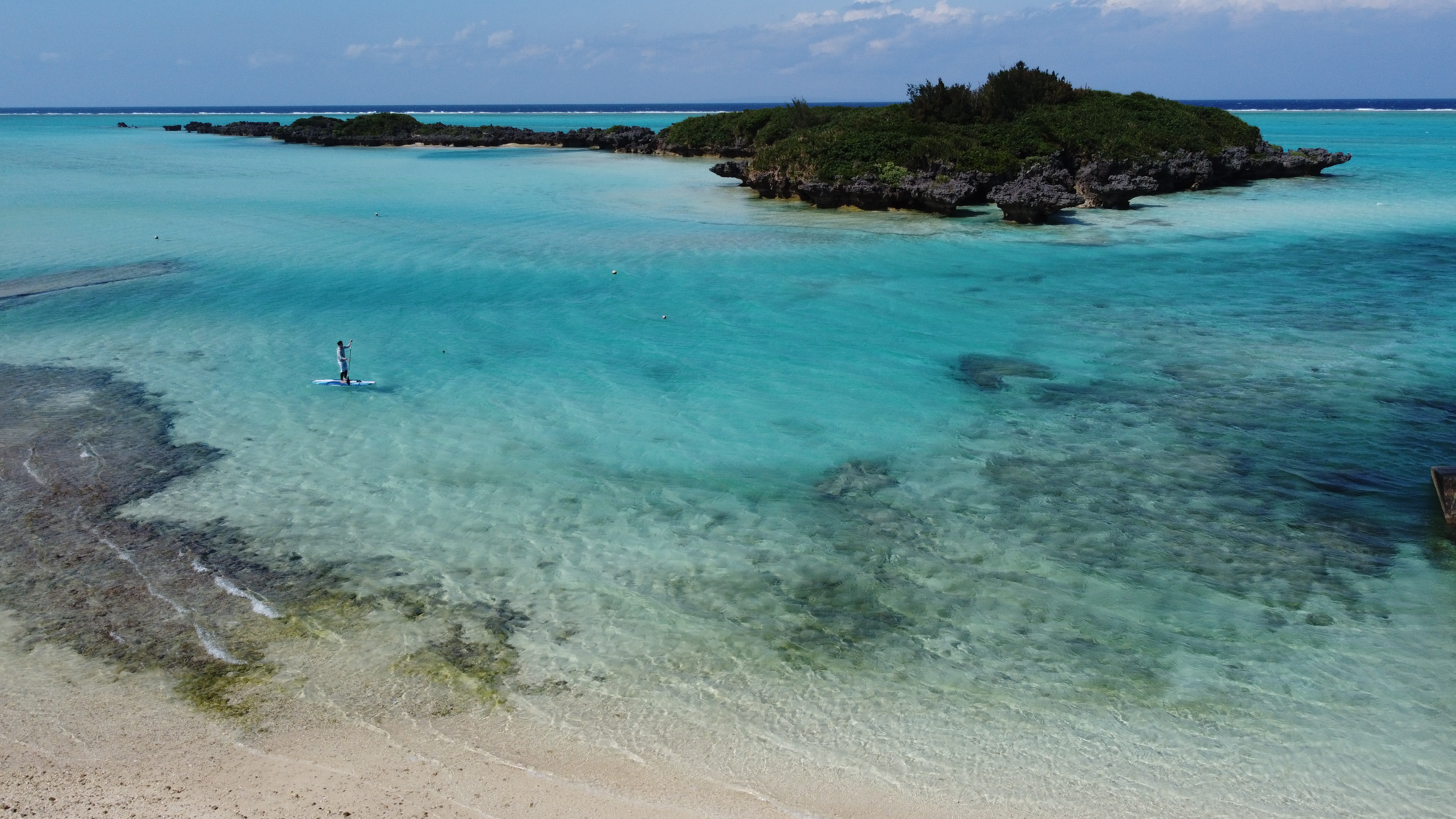
与論島を代表する海岸、皆田海岸

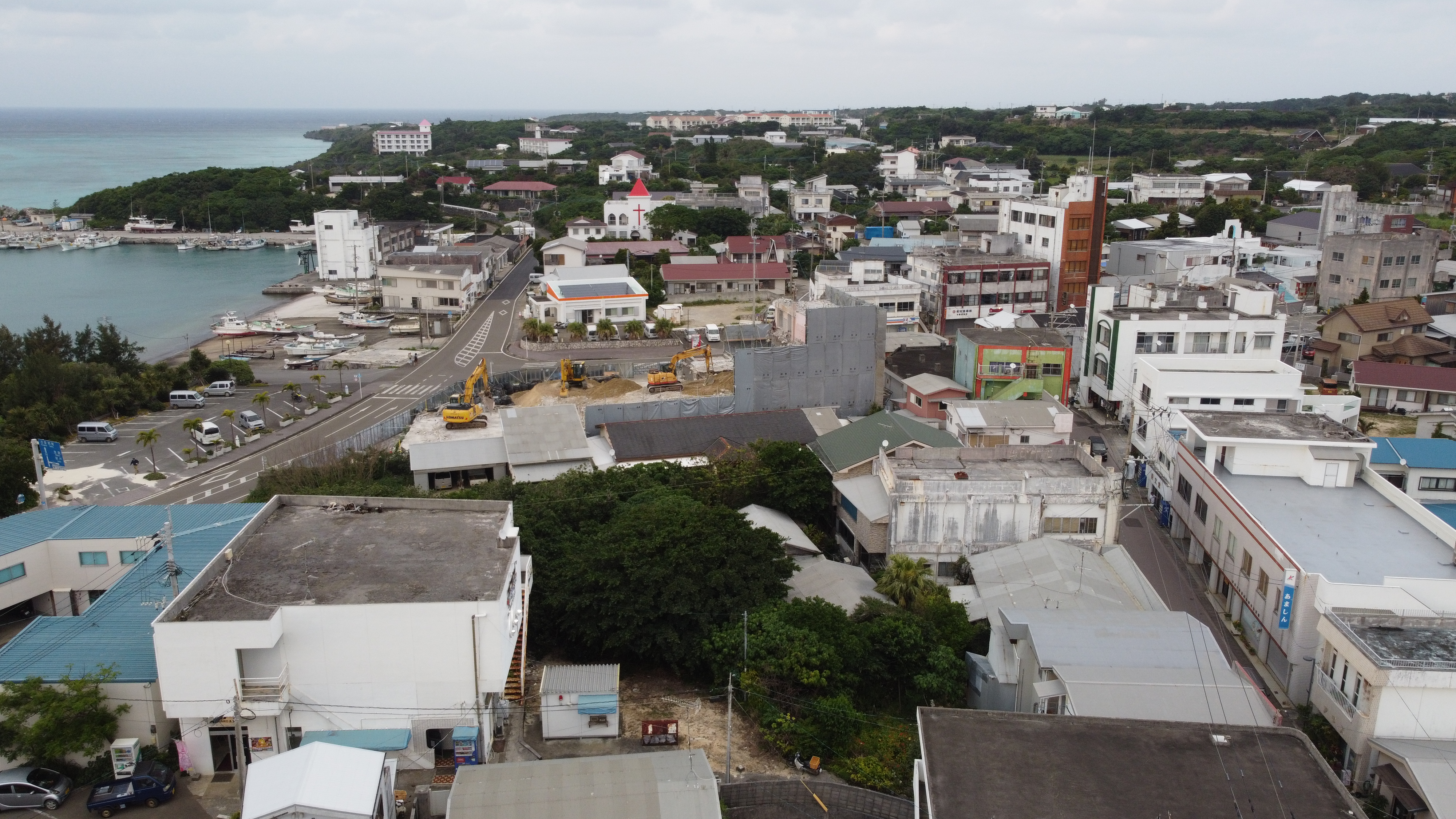
与論島の人口が集中する与論町茶花。沖縄返還前の1970年代には「日本最南端の島」として人気化し観光客で賑わい「銀座通り」と名付けられた通りを残す。

### 与論献奉
与論献奉（よろんけんぽう）は、与論島への客人をもてなすための儀式的な飲酒方法。その歴史は1561年に始まるとされるが、現在は主人から順に、客人全員に対して1杯ずつ酒を献上し、口上を述べてから酒を飲み干してから杯を返し、周囲の者は静かに拝聴するものとなっている。
具体的には、最初に、施行者（ホスト）が大きな朱塗りの杯に、主賓に見合った量の焼酎（基本的に島内で作られている奄美黒糖焼酎有泉のアルコール度数20°のものが選ばれる）を入れて、自己紹介と歓迎の気持ちを伝える口上（「ありがとう」は与論方言で「とうとがなし」と言う）を述べてから飲み干す。飲み終わると、杯をひっくり返して残っていないことを見せ、飲み干した杯に数滴残った焼酎は手のひらにとって自分の頭につけ、神（髪）に返す。次に、施行者は、公平に同量の焼酎を杯に注ぎ、主賓に直接渡し、主賓は自己紹介や感謝の口上を述べてから受杯して飲み干し、同じように全部飲み干したことを示し、残った数滴を神に返してから直接施行者に杯を返す。この間、客は受け取った杯を手から離して置いてはいけない。杯が施行者に戻ると、同量の焼酎を注いで次の客に対して手渡し、客は口上を述べて受杯し、飲み干し、返杯する。これを人数分繰り返して、全員が1杯ずつ飲み終わると、ご苦労杯と呼ばれる1杯を飲み干して、献奉の完了を告げる口上を言う。
これで終わりであるが、場合によっては他の者が施行者の名乗りを上げて、献奉が1巡繰り返されてゆく場合もある。
歓迎と感謝の意味を表すのが本来の目的であって、飲酒を無理強いするものではなく、施行者が焼酎を注いでいる時に「トォー（与論方言で止めの意味）」と言えば注ぐのを止めるほか、全く飲めない場合は口上を述べて杯をそのまま親に返してもよく、その場合は施行者が責任をもって代わりに飲む。
なお、似た飲酒方法として宮古島の「オトーリ」がある。

## 産業
与論島の経済は農業と観光業に大きく依存しており、3次産業の割合が高く、特に政府サービス生産（公務）が23.7%と高い。平成17年の国勢調査では、産業別総人口 2,990 人のうち漁業就業者は62人で全体の 2.1％に過ぎず、1次産業は農業が中心で、サトウキビ、畜産（牛）が多く、温暖な気候を活かしたサトイモ、インゲン、花卉類の栽培が近年盛んになっている。水産業の総生産額は101百万円で、島の総生産に占める割合は 0.7％に過ぎない。魚価は2001年にかけて年々下落の一途をたどってきたが、2001年以降はほぼ低位安定の状態が続いている。人口が5,500人ほどに過ぎないため、水揚げされた水産物の約2/3はフェリーで島外（鹿児島市中央卸売市場と沖縄県及び奄美大島の一部）に出荷されている。このため、水揚金額に対する流通コストの占める割合は23％に及び、1日1便であるため鮮度も低くなり、漁業者には不利になっている。

### 漁港
- 茶花漁港
- 供利漁港
- 麦屋漁港

### 言語（方言）
琉球語沖永良部与論沖縄北部諸方言に属す与論方言が話されている。

### 料理
奄美料理よりも沖縄料理に近いが、沖縄本島で食べられていても、与論島では食べられていない料理や、その逆のものもある。

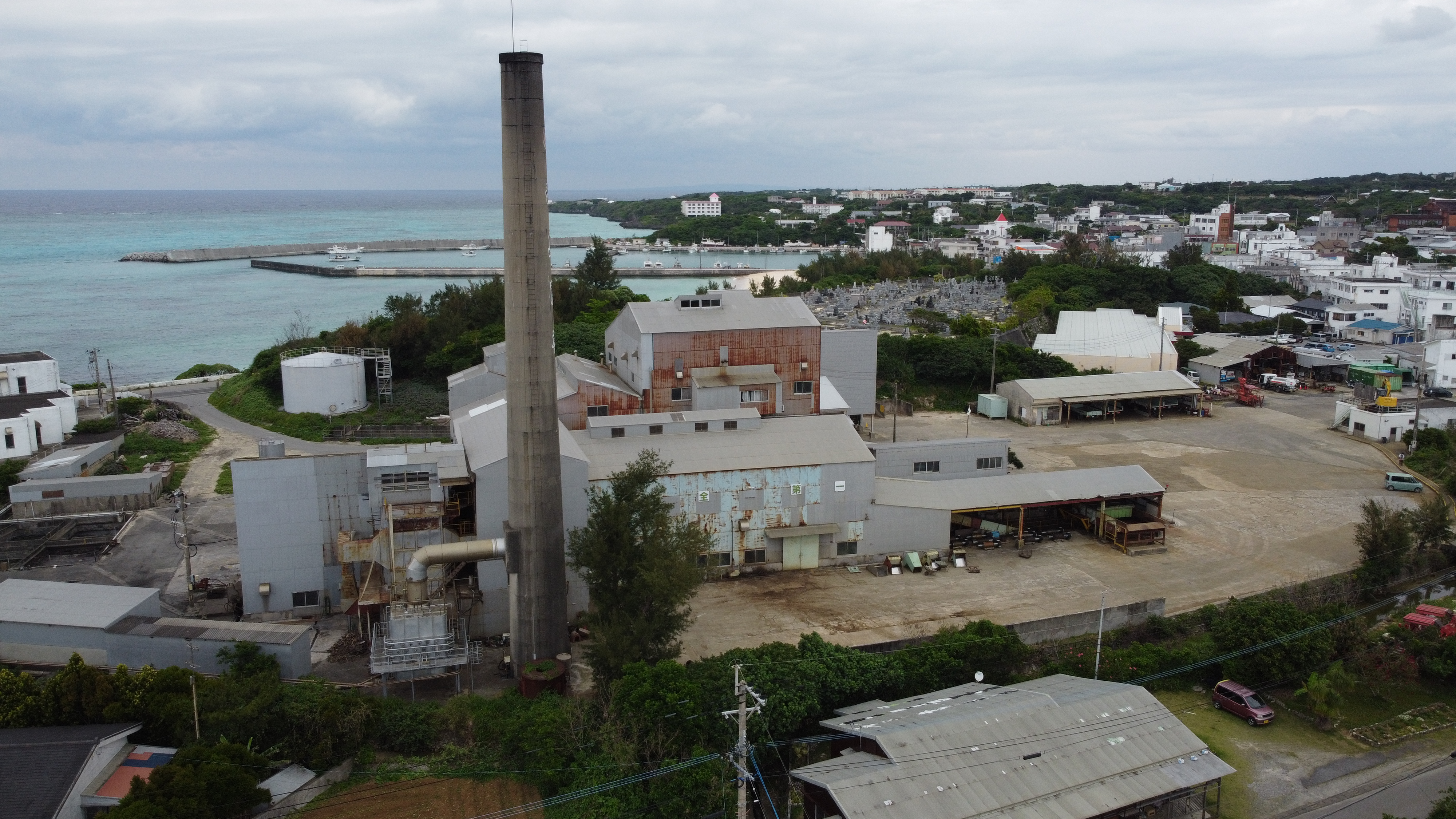
茶花の中心部と与論島製糖

### 特産品
- 塩 - 沖縄との間の海域にて、水深500mからくみ上げた海洋深層水から作られた塩（商品名「ましゅ」は、方言で塩の意）が作られている。
- きび酢 - サトウキビの絞り汁を壷で発酵、長期熟成させて作る酢。
- もずくそば - 一見日本そばのように見えるが、小麦粉と乾燥モズク粉を捏ねて作った乾麺である。

## 情報・通信

### 新聞
奄美群島を主たる発行地域とする南海日日新聞や奄美新聞などが地域に密着したニュース・生活情報を提供している。

### テレビ
与論中継局が置かれており、鹿児島県を放送対象地域に含む、NHKと民放4局が視聴可能である。
このほか、スピルオーバーによる沖縄県の放送も受信可能とされる（最寄りの沖縄県の中継局は今帰仁中継局である）。

### ラジオ
2015年8月7日に、与論中継局に島内で初めてのラジオ中継局（NHK鹿児島局のAMをFMに変換して送信）が開局した。
NHK
- 鹿児島・沖縄両局受信できる（ラジオ第1は沖縄局のほうが受信状態がよい）ほか、熊本局のラジオ第2も受信可能。
  - 鹿児島局のAM（ラジオ第1・第2）は鹿児島本局または伊仙町の徳之島中継局から、FMは知名町（沖永良部島）の知名中継局からそれぞれ受信可能。
  - 沖縄局のAMは那覇本局（ラジオ第1・第2）または名護中継局（ラジオ第1のみ）から、FMは那覇本局または今帰仁中継局からそれぞれ受信可能。

民放
- 鹿児島のMBCラジオ（鹿児島本局および名瀬中継局）が受信できる。なお、μFMは近くに中継局がないため受信不可（radikoも不参加のため利用不可だったが2017年4月3日から参加し利用可能。「ドコデモFM」に関しては聴取可能）。
- 沖縄のすべての局が受信できる。RBCiラジオ・ラジオ沖縄は那覇本局または名護・国頭両FM中継局から、FM沖縄は那覇本局または今帰仁中継局からそれぞれ受信可能。

## 交通

### 空路

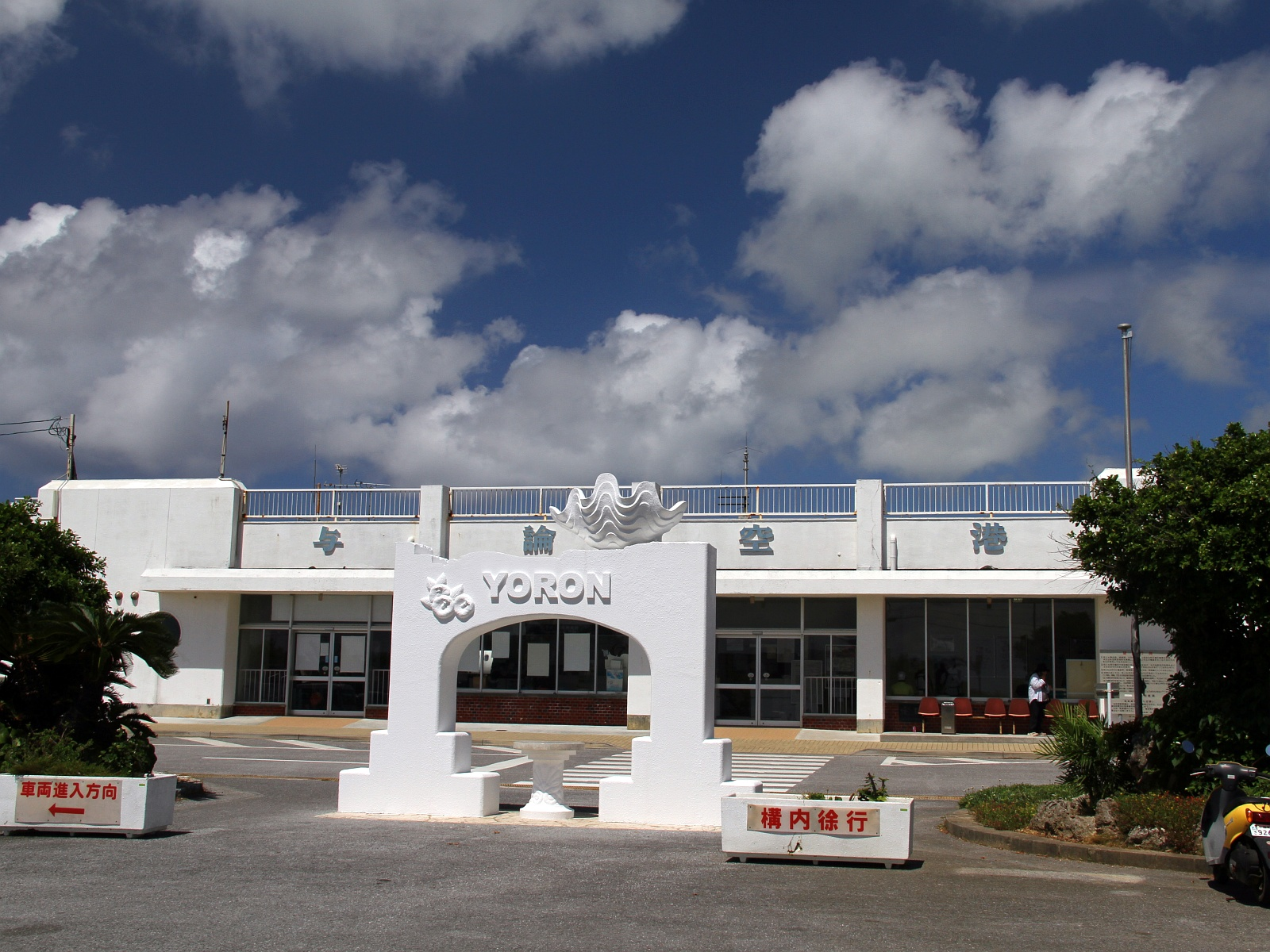
与論空港
- 日本航空（JAL）[10]
  - 鹿児島空港
  - 奄美空港（奄美発のみ運航）
  - 那覇空港（那覇行きのみ運航）[11]
- 琉球エアーコミューター（RAC）
  - 那覇空港

### 航路

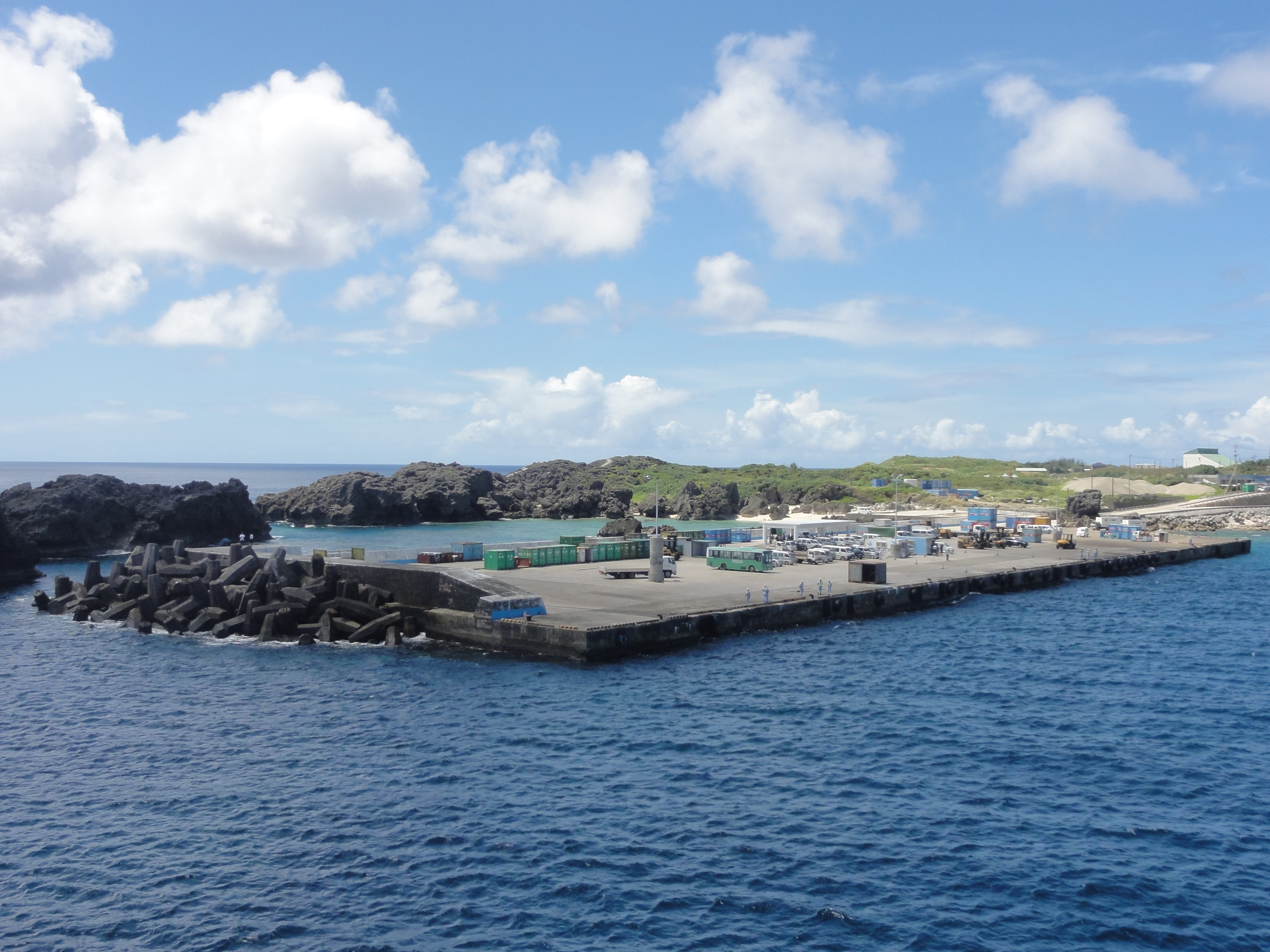
与論港

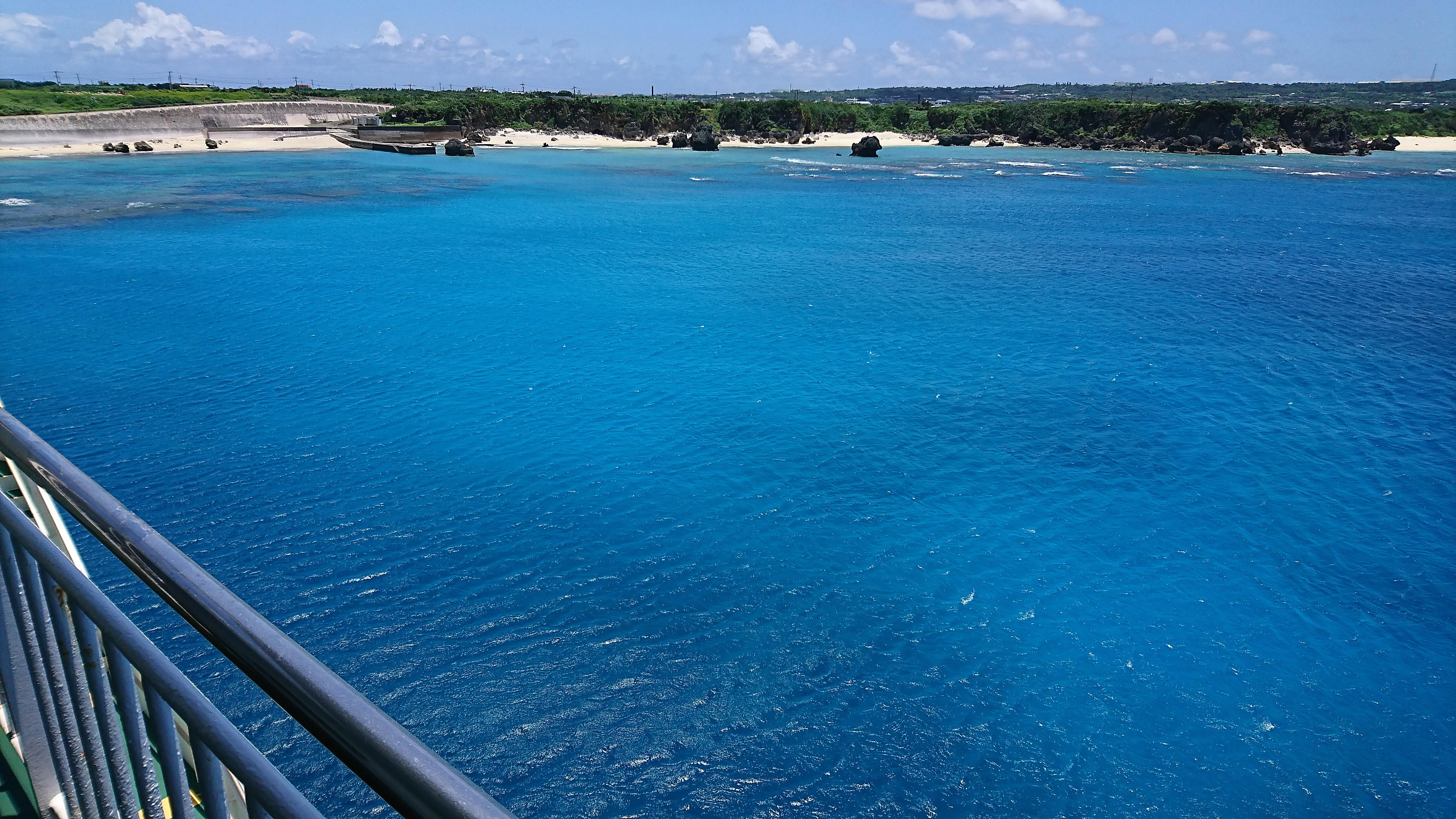
与論港（東側）

- マリックスライン・マルエーフェリー（2社で毎日運航）
鹿児島港（新港） - 奄美大島（名瀬新港） - 徳之島（亀徳港） - 沖永良部島（和泊港） - 与論島（供利港） - 本部港 - 那覇港（那覇ふ頭）

### 島内交通

#### 路線バス
- 南陸運

#### 道路
信号機は町役場がある茶花の中心部の丁字路に3灯式のものが1箇所ある他、赤色の1灯式のものが鹿児島県道631号与論空港茶花線など2箇所にある。
町内を走る県道は以下のとおり。
- 鹿児島県道623号与論島循環線
- 鹿児島県道631号与論空港茶花線

## 観光

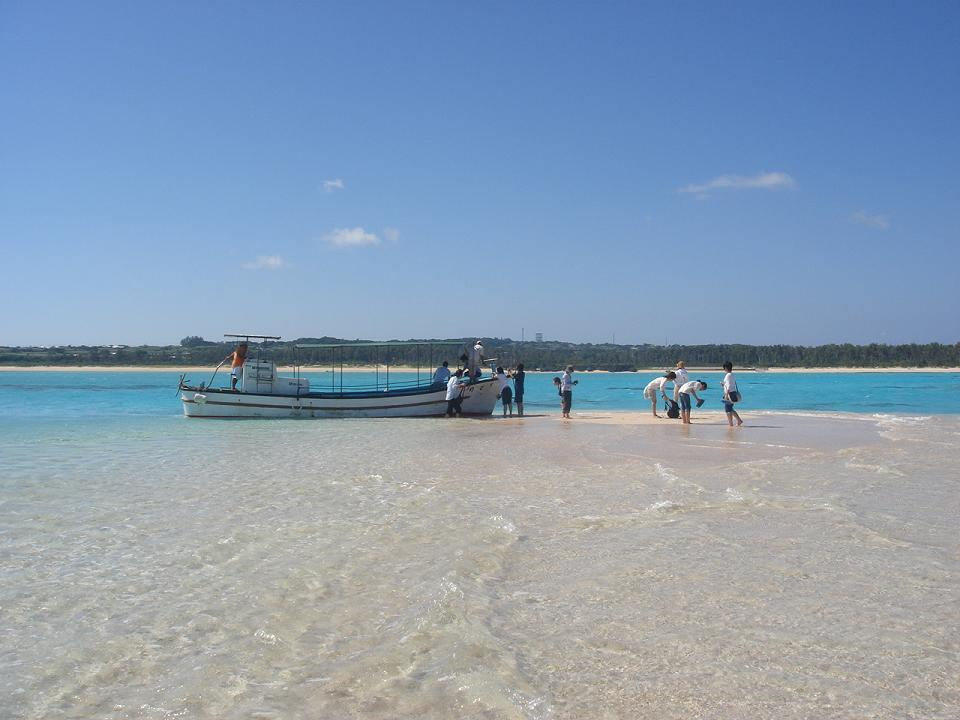
百合が浜

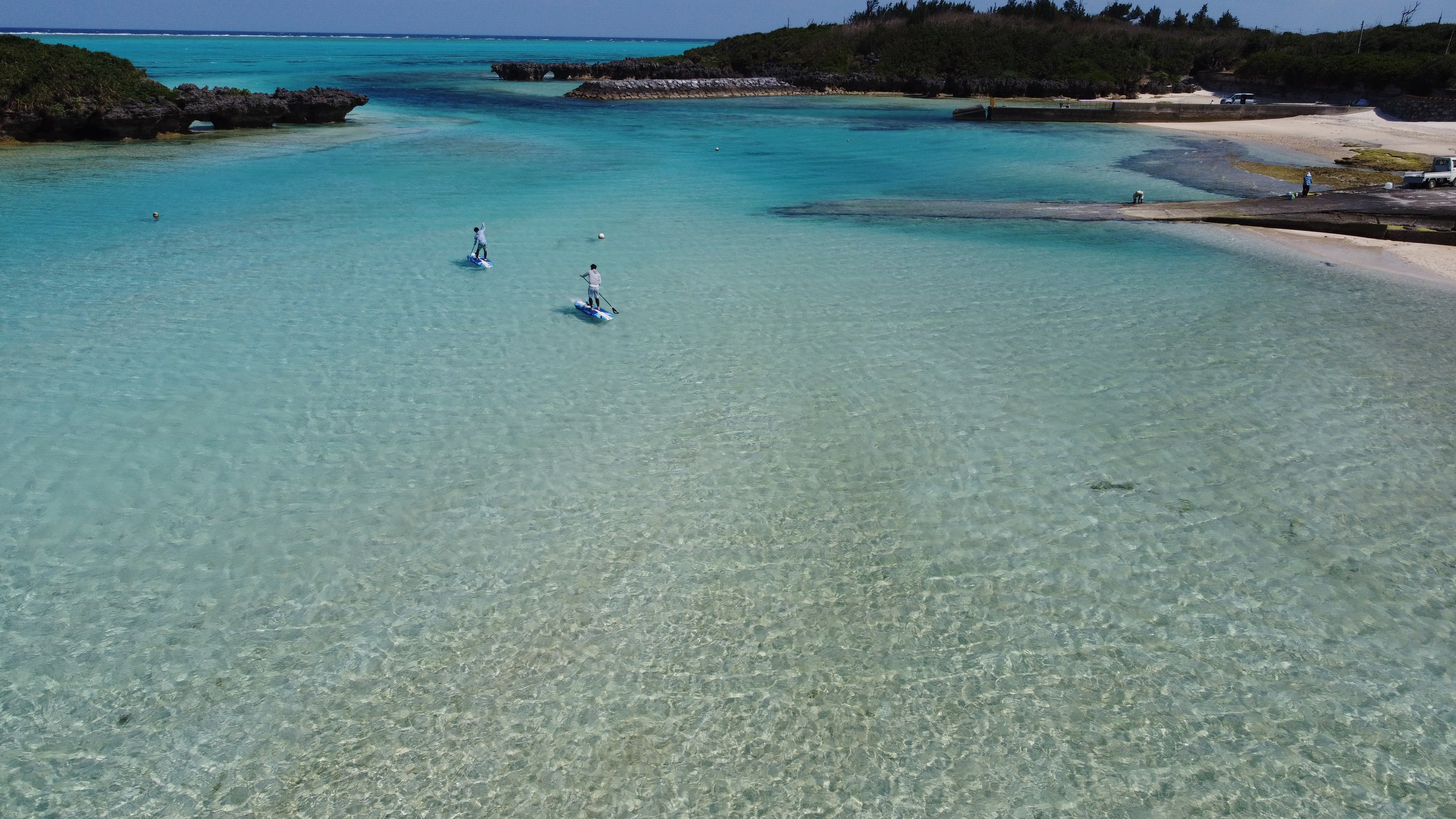
皆田海岸

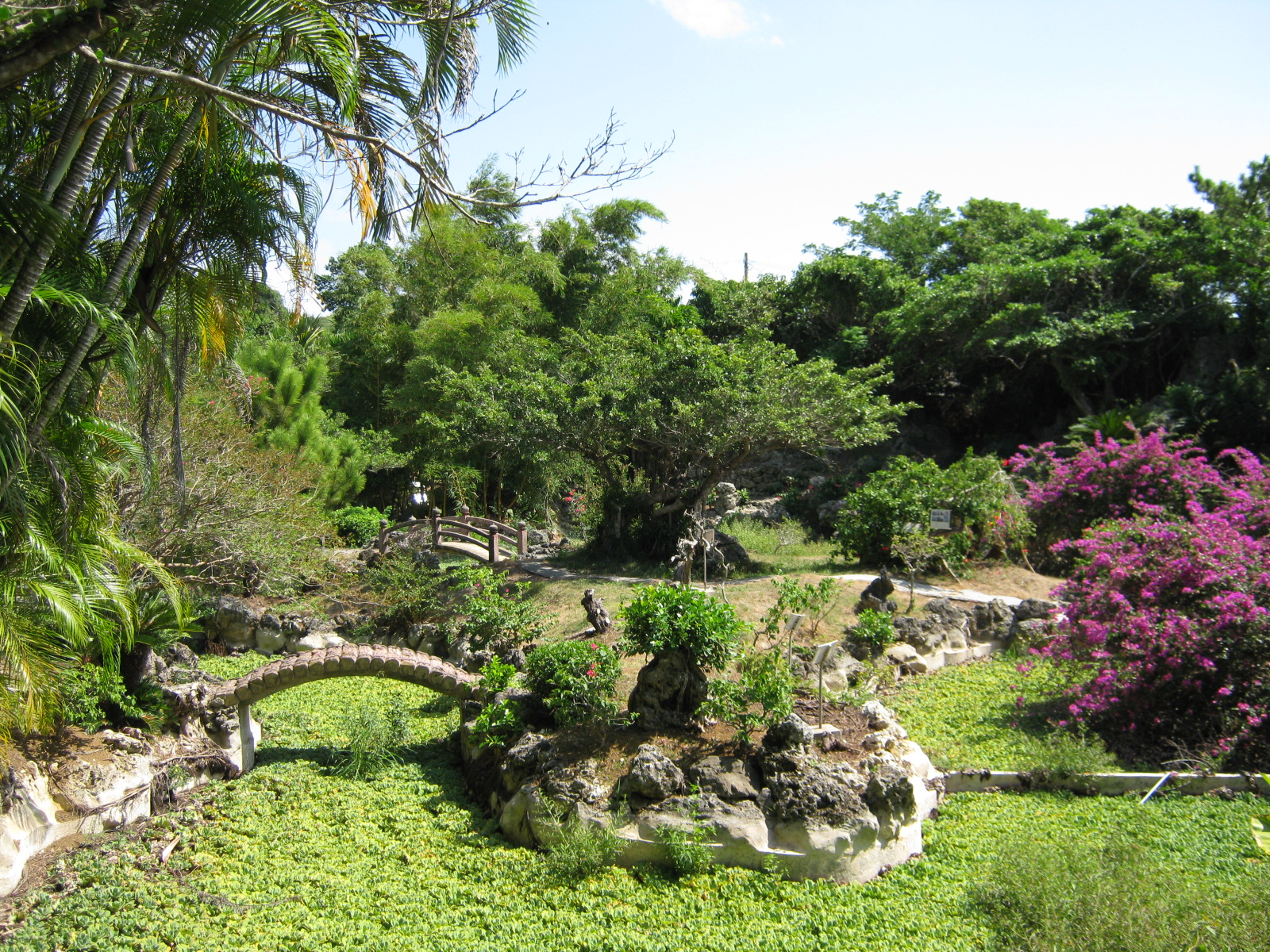
ユンヌ楽園

年間の観光客数は約15万人。

### 名勝・旧跡
奄美群島国立公園に属する。
- 百合ヶ浜
  - 奄美十景の1つ。大金久海岸の約1.5km沖合の環礁内に、大潮のころの干潮時に姿を現す砂浜。潮流や風の影響で形を変え、出現しない日も多い[13]。大金久海岸からグラスボートで約5分（2000円：2007年12月現在）。星の砂も見つかる[14]。
- 大金久海岸
- 兼母海岸（サンセットビーチ）
- 品覇海岸
- 寺崎海岸 - 隣接の「トゥマイ浜」が映画『めがね』ロケ地。
- 与論民俗村 - 民家や民具を展示。島で唯一の芭蕉布の工房でもある。
- サザンクロスセンター
- ゆんぬ体験館
- ユンヌ楽園（植物園）
- 与論城跡（与論町指定史跡[15]）
- 地主神社（とこぬしじんじゃ）、琴平神社
- ヨロン駅

### 催事
- ヨロンマラソン
  - 毎年3月初旬に開催される。種目は、フルマラソン・ハーフマラソン・リレーマラソンがあり、いずれも日本陸連公認コースである。制限時間は7時間となっているが、コースで走っている限り止められる事はまず無い。
- 十五夜踊り -  旧暦3月・8月・10月の十五夜に大和風と琉球風の2組の演者によって奉納される舞踊。国の重要無形民俗文化財に指定。

## 出身・ゆかりの人物
- 有村治峯 - 実業家。マルエーフェリー（旧大島運輸）創立者。
- 川畑アキラ - ミュージシャン（ザ・コブラツイスターズ）[16]。
- 千代ノ皇王代仁 - 大相撲力士[17]。
- 玄岡正充 - 元プロ野球選手。
- 白尾秀人 - 元サッカー選手。サッカー指導者。
- 町英和 - バリトン歌手。
- 町亞聖 - フリーアナウンサー。与論島出身の父を持つ[18]。
- 山元宗 - 教育者、政治家、与論町長
- 橘麗美 - 女優。グラビアアイドル。